# リカルド・ズニーノ
リカルド・ズニーノ（Ricardo Héctor Zunino, 1949年4月13日 - ）は、アルゼンチン出身の元レーシングドライバー。

## 来歴
1977年、ユーロレーシングからヨーロッパF2選手権に参戦。翌1978年はマーチのワークスチームから出走し、選手権12位に入る。1979年にオーロラF1選手権に参加、ブランズ・ハッチで優勝するなど39ポイントを獲得しランキング5位を記録した。
この年の9月、ズニーノはF1第14戦カナダGPを観戦するためにモントリオールを訪れていたが、フリー走行終了後にブラバムのニキ・ラウダが突然引退を表明し、以後の走行を打ち切ってサーキットを去った。その後釜としてブラバムでテスト走行の経験があったズニーノが急遽出走する事になった。そのため、予選にはラウダが残していったヘルメットとレーシングスーツを着用して臨んだ。このF1デビューレースでは一時4位を走り、最終的に7位で完走、続く第15戦アメリカGPでは予選9位に入った。
1980年もブラバムに残留し、チームのエースとなったネルソン・ピケをサポートするセカンドドライバーとして開幕を迎えた。アルゼンチンGP、ブラジルGPでそれぞれ7位・8位完走を果たすが、以降は成績が下降し、第6戦モナコGPでは予選通過に失敗。第7戦フランスGPへの参戦を最後に、多くのメキシカン・スポンサーマネーを持ち込めるヘクトール・レバークにシートを奪われた。
1981年、非選手権レースとして開催された南アフリカGPでブラバムに戻って出走した後、F1第2戦ブラジルGPと第3戦アルゼンチンGPの南米2連戦の契約でティレルから出走し、2戦ともに13位での完走で契約を終え、ミケーレ・アルボレートと交代する形で再びシートを失う。
1982年に祖国アルゼンチンとイギリスとの間でフォークランド紛争が開戦し、以後のF1参戦を断念した。
引退後は地元のサンフアン州バレアルでリゾートホテルを経営している。

## F1での年度別成績
| 年     | 所属チーム              | シャシー | 1     | 2      | 3      | 4       | 5       | 6       | 7       | 8   | 9   | 10  | 11  | 12  | 13  | 14    | 15      | WDC | ポイント |
| ------ | ----------------------- | -------- | ----- | ------ | ------ | ------- | ------- | ------- | ------- | --- | --- | --- | --- | --- | --- | ----- | ------- | --- | -------- |
| 1979年 | パルマラット (ブラバム) | BT49     | ARG   | BRA    | RSA    | USW     | ESP     | BEL     | MON     | FRA | GBR | GER | AUT | NED | ITA | CAN 7 | USA Ret | NC  | 0        |
| 1980年 | パルマラット (ブラバム) | BT49     | ARG 7 | BRA 8  | RSA 10 | USW Ret | BEL Ret | MON DNQ | FRA Ret | GBR | GER | AUT | NED | ITA | CAN | USA   |         | NC  | 0        |
| 1981年 | ティレル                | 010      | USW   | BRA 13 | ARG 13 | SMR     | BEL     | MON     | ESP     | FRA | GBR | GER | AUT | NED | ITA | CAN   | CPL     | NC  | 0        |

(key)